# 미국 축구 연맹
미국 축구 연맹(United States Soccer Federation; USSF)은 미국의 축구 협회이다.

## 역사
USSF는 1913년에 USFA(미국 축구 협회)로서 설립되었다. 본부는 일리노이주 시카고에 둔다. 또, 로스앤젤레스 교외에 내셔널 트레이닝 센터도 짓고 있다.

## 주된 조직 팀
- 미국 축구 국가대표팀
- 미국 여자 축구 국가대표팀

## 프로리그
- 메이저 리그 사커
- 북미 축구 리그
- 유나이티드 사커 리그

## 주최 대회
- 라마헌트 US 오픈컵